# کامنار (استان وارنا)
کامنار (به بلغاری: Kamenar) یک منطقهٔ مسکونی در بلغارستان است که در شهرستان وارنا واقع شده‌است.
 کامنار  ۲٬۸۲۲ نفر جمعیت دارد و ۳۰۰ متر بالاتر از سطح دریا واقع شده‌است.